# Esclavo (álbum)
Esclavo es el quinto álbum de estudio de la banda argentina Guasones. El disco fue grabado y mezclado por Guasones, Alfredo Toth y Pablo Guyot en 2008. Es el sucesor de su anterior trabajo de estudio, Toro rojo, de 2005 y de su primer álbum en vivo de 2006, El rock de mi vida. Sobre el título, los miembros afirmaron que eligieron esclavo porque «(ellos) se sienten prisioneros de un montón de cosas». Salió a la venta el 24 de julio de 2008, y el 1 de noviembre de ese año Guasones lo tocó por primera vez en el Estadio Obras Sanitarias.

## Antecedentes y producción
Luego de haber lanzado Toro Rojo en 2005, y de su primer álbum en vivo El rock de mi vida de 2006, la banda se vio envuelta en un período de dos años en el que su actividad se limitó a shows en vivo y recitales. A diferencia de Toro Rojo, donde los tiempos de ensayo y composición fueron mayores, con Esclavo los músicos afirmaron que la presión fue mucho mayor debido al poco tiempo disponible para dedicarle al nuevo álbum, aunque desde 2006 tenían el proyecto en mente.
El álbum había ha sido preproducido en La Plata, en el estudio Argot, pero la grabación definitiva se llevó a cabo entre marzo y junio de 2008. Álvaro Villagra de los estudios Monsterland se encargó de la masterización, la grabación de bases y mezclas. La producción corrió por cuenta de Pablo Guyot y Alfredo Toth, conocidos músicos y productores de bandas argentinas como Bersuit Vergarabat, Los Piojos, Ratones Paranoicos y Los Auténticos Decadentes. La banda no ensayó mucho sus trabajos antes de iniciar la producción y la grabación se realizó en primero en cintas, que a diferencia de Pro Tools no les permitió editar demasiado las pistas y le insumió bastante tiempo. En una entrevista, Maximiliano Timczyszyn dijo que todo el proceso de grabación fue muy distinto al de trabajos anteriores y que la concepción inicial del álbum distaba mucho del producto que finalmente se concretó. Sobre el rol de sus productores, Timczyszyn afirmó que el tener una relación cercana con ellos fue beneficioso para el proyecto.

## Contenido
Musicalmente el álbum está orientado hacia los géneros de rock, aunque algunas pistas poseen influencias pop. Abre la obra «Buenos Aires», cuyo título completo es «Buenos días, buenos aires», con la ausencia de mayúsculas en el nombre propio de la ciudad; es enérgica con una letra que ahonda en los principios morales. Hacia el final se escucha un solo de guitarra característico de los géneros de metal que crea un puente para unirse con la siguiente canción, «Mierda», con historias de la vida diaria. Facundo Soto afirmó que en un principio esta canción tenía un título diferente y solo se había trabajo en su instrumentación. Líricamente se hace hincapié en el lenguaje soez, y en la música destacan los riffs que acompañan la marcada presencia de las guitarras y la técnica de reverberación. «Brilla» es el primer sencillo del álbum. «Como un lobo» habla sobre la provincia de Buenos Aires. Las canciones «Días» y «Pasan las horas» fueron catalogadas como «pro-baladas» y cuentan con guitarras acústicas y criollas.  «Todas quieren rock» es uno de los temas principales, en ella se nombran desde la oligarquía de la política argentina hasta Mirtha Legrand, aunque su tema principal gira en torno a las groupies del rock. En contraposición a esta última, le sigue «Hay momentos», una balada musicalizada tanto con guitarras acústicas como con violines; es el tema de menor duración con solo 2:38 minutos. Cierra la melancólica «Blues de la desolación», una versión de la canción de la banda Telecaster Blues Band que integraba el baterista Damián Celedón.
El álbum cuenta además con la participación de artistas invitados. La banda argentina Los Tipitos participa en los coros en «Brillar», «Días» y «Buenos Aires». Juanse toca la guitarra en «Mierda» y «Farmacia», y en esta última pista Ciro Fogliatta, exintegrante de Los Gatos, ejecuta el piano. Otros músicos que colaboraron con Esclavo son Yamil Salvador en teclados, Gonzalo Serodino en guitarra rítmica, Gabriel Pérez en coros, Gato Urbansky en violines y Bolsa González en segunda batería. 
El grupo grabó videoclips para los temas «Brillar», «Farmacia» y «Como un lobo».

## Lista de canciones
Todas las canciones escritas y compuestas por Facundo Soto. 
| Esclavo |                          |          |  |
| N.º     | Título                   | Duración |  |
| 1.      | «Buenos Aires»           | 3:14     |  |
| 2.      | «Mierda»                 | 3:50     |  |
| 3.      | «Brillar»                | 3:51     |  |
| 4.      | «Como un lobo»           | 3:59     |  |
| 5.      | «Días»                   | 3:25     |  |
| 6.      | «Pasan las horas»        | 4:31     |  |
| 7.      | «Tiempos de cambiar»     | 4:17     |  |
| 8.      | «Todas quieren rock»     | 4:17     |  |
| 9.      | «Hay momentos»           | 2:38     |  |
| 10.     | «Farmacia»               | 3:18     |  |
| 11.     | «Esclavo»                | 3:47     |  |
| 12.     | «Blues de la desolación» | 4:01     |  |

## Personal
| - Facundo Soto: voz y guitarra acústica - Maxi Timczyszyn: guitarra y coros - Esteban Monti: bajo y coros - Damián Celedón: batería y coros - Fernando Muto: percusión | - Yamil Salvador: teclados - Gonzalo Serodino: guitarra rítmica - Los Tipitos: coros en «Brillar», «Días» y «Buenos Aires» - Gabriel Pérez: coros - Gato Urbansky: violines en «Hay Momentos» - Ciro Fogliatta: piano en «Farmacia» - Juanse: guitarra en «Mierda» y «Farmacia» | - Alfredo Toth: producción - Pablo Guyot: producción - Estudios Argot - Estudios Monsterland - Pancho Niño Gómez: arte de tapa - Martín Bonetto: fotografía |

- Fuentes:[8][9][2]